# No me pidas perdón
No me pidas perdón es el noveno álbum de estudio de la banda sinaloense mexicana MS de Sergio Lizárraga, lanzado el 24 de junio de 2014 bajo el sello independiente Remex Music y distribuido por Select-O-Hits. El álbum se compone de doce canciones de música tradicional y popular mexicana.

## Lista de canciones
Créditos adaptados de Allmusic.

| N.º   | Título                   | Escritor(es)     | Duración |  |
| 1.    | «Me gusta tu vieja»      | Espinoza Paz     | 3:07     |  |
| 2.    | «Háblame de ti»          | Horacio Palencia | 3:10     |  |
| 3.    | «No me pidas perdón»     | Horacio Palencia | 3:43     |  |
| 4.    | «No es invento mío»      | Horacio Palencia | 3:09     |  |
| 5.    | «El terco»               | Oracio Ortíz     | 3:07     |  |
| 6.    | «A lo mejor»             | Espinoza Paz     | 3:32     |  |
| 7.    | «Excepto a ti»           | Oracio Ortíz     | 2:30     |  |
| 8.    | «Por este amor»          | Omar Tarazón     | 3:44     |  |
| 9.    | «Juré»                   | Horacio Palencia | 3:22     |  |
| 10.   | «Los suficientes huevos» | Gory Morales     | 2:34     |  |
| 11.   | «Como una pelota»        | Espinoza Paz     | 3:22     |  |
| 12.   | «Valiendo madre»         | Gory Morales     | 2:45     |  |
| 38:05 |                          |                  |          |  |

## Posicionamiento en listas
| Estados Unidos | US Billboard 200           | 119 |
| Estados Unidos | US Latin Albums            | 2   |
| Estados Unidos | US Regional Mexican Albums | 2   |
| México         | Top 20 (AMPROFON)          | 23  |

| País           | Lista                      | Mejor posición |      |      |      |      |      |
| 2014           | 2014                       | 2014           | 2014 | 2014 | 2014 | 2014 | 2014 |
| -------------- | -------------------------- | -------------- | ---- | ---- | ---- | ---- | ---- |
| Estados Unidos | US Latin Albums            | 28             |      |      |      |      |      |
| Estados Unidos | US Regional Mexican Albums | 10             |      |      |      |      |      |
| México         | Top 100 (AMPROFON)         | 90             |      |      |      |      |      |
| 2015           |                            |                |      |      |      |      |      |
| Estados Unidos | US Latin Albums            | 44             |      |      |      |      |      |

### Sencillos
| Año                                                                            | Título               | Posiciones     | Posiciones     | Posiciones                  | Posiciones      | Posiciones         |
| Año                                                                            | Título               | México General | México Popular | Guatemala Regional Mexicano | USA Latin Songs | USA Regional Songs |
| ------------------------------------------------------------------------------ | -------------------- | -------------- | -------------- | --------------------------- | --------------- | ------------------ |
| 2014                                                                           | «No me pidas perdón» | 3              | 1              | —                           | 4               | 1                  |
| 2014                                                                           | «Háblame de ti»      | 1              | 1              | 10                          | 4               | 2                  |
| 2015                                                                           | «A lo mejor»         | 1              | 1              | 3                           | 15              | 16                 |
| «—» indica que el sencillo no fue lanzado o no se posicionó en ese territorio. |                      |                |                |                             |                 |                    |